# Marc-Antoine Puvis
Marc-Antoine Puvis de Chavannes (26 octobre 1776 à Cuiseaux - 29 juillet 1851 à Paris) est un ingénieur, agronome et homme politique français.

## Biographie
D'une ancienne famille de robe, fils de Claude-Louis-Marie Puvis de Chavannes, avocat au parlement et grand messager juré de l'Université, et de Marie-Pierrette Guyot de Prarieux, il est l'oncle de François-Antoine-Adolphe Puvis de Chavannes et de Pierre Puvis de Chavannes.
Il entra, en 1797, à l'École polytechnique, puis à l'École de Châlons, d'où il sortit sous-lieutenant d'artillerie. D'abord employé en Hollande, il passa, sous les ordres de Drouot, en 1803, à l'armée d'Angleterre, et donna sa démission au moment du départ de la Grande Armée pour le Danube.
Il s'occupa alors exclusivement d'agriculture. En 1814, il demanda et obtint que le préfet de l'Ain rendit des arrêtés ordonnant d'abattre les bêtes atteintes d'épizootie ; dès 1816, il préconisa l'emploi de la marne et de la chaux pour les amendements du sol, et, en 1817, proposa la création de greniers d'abondance.
Membre du conseil municipal de Bourg et du conseil général de l'Ain, il fut élu, le 28 octobre 1830, député du grand collège de l'Ain, en remplacement de Froc de la Boulaye, démissionnaire. Il ne se fit pas remarquer à la Chambre où il ne prit part qu'à quelques discussions sur l'économie rurale, et parut se ranger parmi les partisans de la nouvelle monarchie. Il échoua, le 5 juillet 1831, dans le 3e collège de l'Ain (Trévoux). Président du conseil général de l'Ain en 1833, Puvis fut nommé correspondant de l'Académie des sciences en 1840, et membre du conseil général de l'agriculture en 1842. Il a en outre collaboré à La Maison rustique du dix-neuvième siècle et au Journal d'agriculture pratique.
Il mourut d'un catarrhe au retour d'un voyage à Londres où il avait été visiter l'Exposition.

## Publication
- Voyage agronomique en Beaujolais, Forez et Limagne (1821)
- Essai sur la marne (1826)
- Notice statistique sur le département de l'Ain (1828 et 1829)
- De l'agriculture du Gâtinais, de la Sologne et du Berri (1833)
- De l'emploi de la chaux en agriculture (1836)
- Traité des amendements (1851)

## Sources
- « Marc-Antoine Puvis », dans Adolphe Robert et Gaston Cougny, Dictionnaire des parlementaires français, Edgar Bourloton, 1889-1891 [détail de l’édition]